# 페트리파이드 포레스트
페트리파이드 포레스트(The Petrified Forest)는 미국에서 제작된 아치 마요 감독의 1936년 범죄, 드라마, 멜로/로맨스, 스릴러 영화이다. 레슬리 하워드 등이 주연으로 출연하였다. 로버트 셔우드의 동명의 1935년 브로드웨이 드라마에 기반을 둔다.

## 출연

### 주연
- 레슬리 하워드
- 베티 데이비스
- 험프리 보가트